# East Suffolk (grevskap)
East Suffolk var en grevskap 1889–1974 när det uppgick i Suffolk och Norfolk, i England. Grevskap hade 343 056 invånare år 1961. Ipswich var det administrativa centrumet.

## Distrikt
- Aldeburgh
- Beccles
- Blyth (fram 1934)
- Blything (fram till 1934)
- Bosmere and Claydon (fram till 1934)
- Bungay (fram 1910)
- Deben (fram 1934)
- East Stow (fram till 1934)
- Eye
- Felixstowe and Walton/Felixstowe
- Gipping (fram 1934)
- Halesworth (fram 1900)
- Hartismere
- Hoxne (fram till 1934)
- Leiston cum Sizewell
- Lothingland (fram 1934)
- Lowestoft
- Mutford and Lothingland (fram till 1934)
- Oulton Broad (1904-1919)
- Plomesgate (fram till 1934)
- Samford
- Saxmundham (fram 1900)
- Southwold
- Stowmarket
- Wainford (fram 1934)
- Wangford (fram till 1934)
- Woodbridge (fram till 1934)
- Woodbridge[3]